# Sønderborg (municipio)
El Municipio de Sønderborg (en danés: Sønderborg Kommune; en alemán: 'Kommune Sonderburg') es un municipio de Dinamarca cuyo territorio comprende una pequeña porción del sureste de la península de Jutlandia, limítrofe con Alemania, y la isla de Als. Forma parte de la región de Dinamarca Meridional y su capital es la ciudad de Sønderborg. Limita al oeste con Aabenraa.
El municipio de Sønderborg fue creado el 1 de enero de 2007 por la integración de 7 municipios:
- Augustenborg
- Broager
- Gråsten
- Nordborg
- Sønderborg
- Sundeved
- Sydals

## Localidades
| Localidades más pobladas de Kolding |                |                  |
| Nº                                  | Localidad      | Población (2012) |
| 1                                   | Sønderborg     | 27.237           |
| 2                                   | Nordborg       | 6.730            |
| 3                                   | Gråsten        | 4.200            |
| 4                                   | Broager        | 3.376            |
| 5                                   | Augustenborg   | 3.279            |
| 6                                   | Høruphav       | 2.640            |
| 7                                   | Guderup        | 2.600            |
| 8                                   | Dybbøl         | 2.467            |
| 9                                   | Egernsund      | 1.542            |
| 10                                  | Vester Sottrup | 1.495            |